# Gambo (micologia)

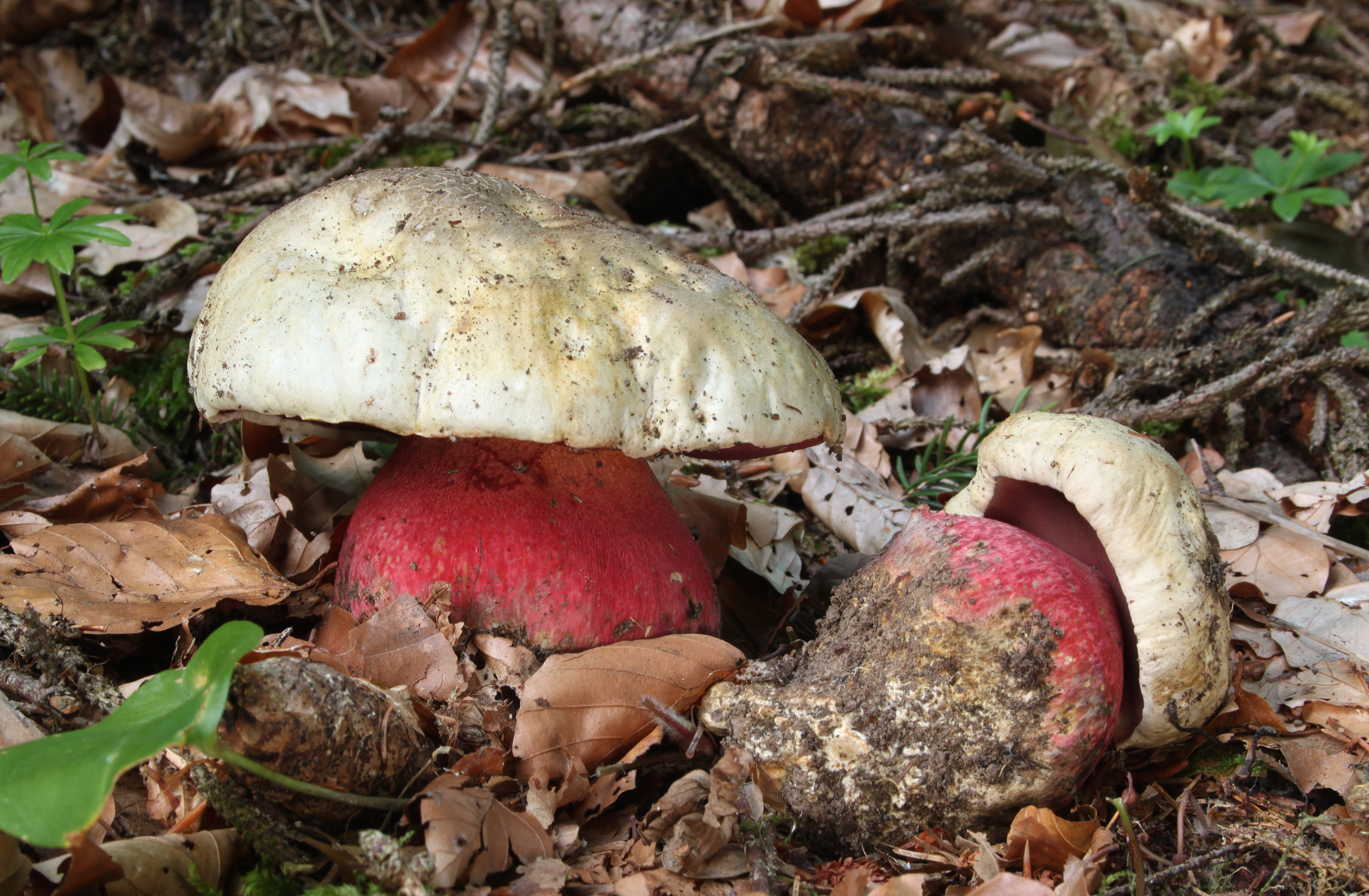
Il gambo rosso vivo di Rubroboletus satanas

Il gambo (più raramente stipite) è una struttura morfologica dei funghi che sostiene il cappello.

## Descrizione

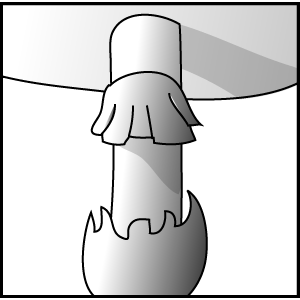
Gambo con cappello, naello e volva

Il gambo è costituito da una base, che spunta dal substrato, e da un apice, che si inserisce nella parte inferiore del cappello. Le specie provviste di gambo sono dette "peduncolate" o "stipitate" , mentre quelle che ne sono prive sono dette "sessili".

### Inserzione nel cappello
In base alla posizione del gambo rispetto al centro del cappello possiamo distinguere funghi con gambo 
- centrale, inserito al centro del cappello
- laterale, inserito in un punto periferico del cappello, quasi al margine
- eccentrico, inserito in un punto intermedio, né al centro, né al margine del cappello

### Forma
La forma è a volte alquanto variabile anche tra individui della stessa specie.

Il gambo, in base alla forma, può essere:
| arcuato | fusiforme          | radicante         | cilindrico          | attenuato alla base | attenuato in alto |
| clavato | bulboso subsferico | bulboso napiforme | bulboso immarginato | bulboso marginato   | bulboso turbinato |

### Ornamentazioni
Le ornamentazioni del gambo sono simili a quelle del cappello e pertanto si parlerà di gambo:
- fibrilloso
- squamoso
- glutinoso
- granuloso

| finemente squamoso | flocculoso |  | reticolato |  | striato |

### Struttura e consistenza
La struttura del gambo, in relazione a quella del cappello, si definisce:
- omogenea: se il gambo non si separa dal cappello
- eterogenea: se il gambo si separa dal cappello e in sezione longitudinale è evidente una netta demarcazione tra la carne del gambo e del cappello

Secondo la struttura e la consistenza il gambo si può distinguere in:
- carnoso, quando si rompe facilmente (es. Russula)
- fibroso, quando tende a lacerarsi longitudinalmente evidenziando le fibre (es. Clitocybe)
- fibro-carnoso, quando presenta una struttura intermedia (es. Tricholoma)
- corticato, quando la parte esterna è di consistenza molto più dura della carne (es. Gyroporus)
- cartilagineo, quando si piega invece di rompersi

In relazione alla sezione il gambo può definirsi:
- pieno, quando la superficie interna è piena in maniera omogenea
- cavo, quando è vuoto all'interno
- midolloso, quando è di consistenza molle
- fistoloso, quando presenta una cavità interna di spessore inferiore a quello della corteccia
- tubuloso, quando presenta una cavità interna di spessore superiore a quello della corteccia
- cavernoso, quando la cavità interna è formata da diverse piccole cavità